# Steakhouse

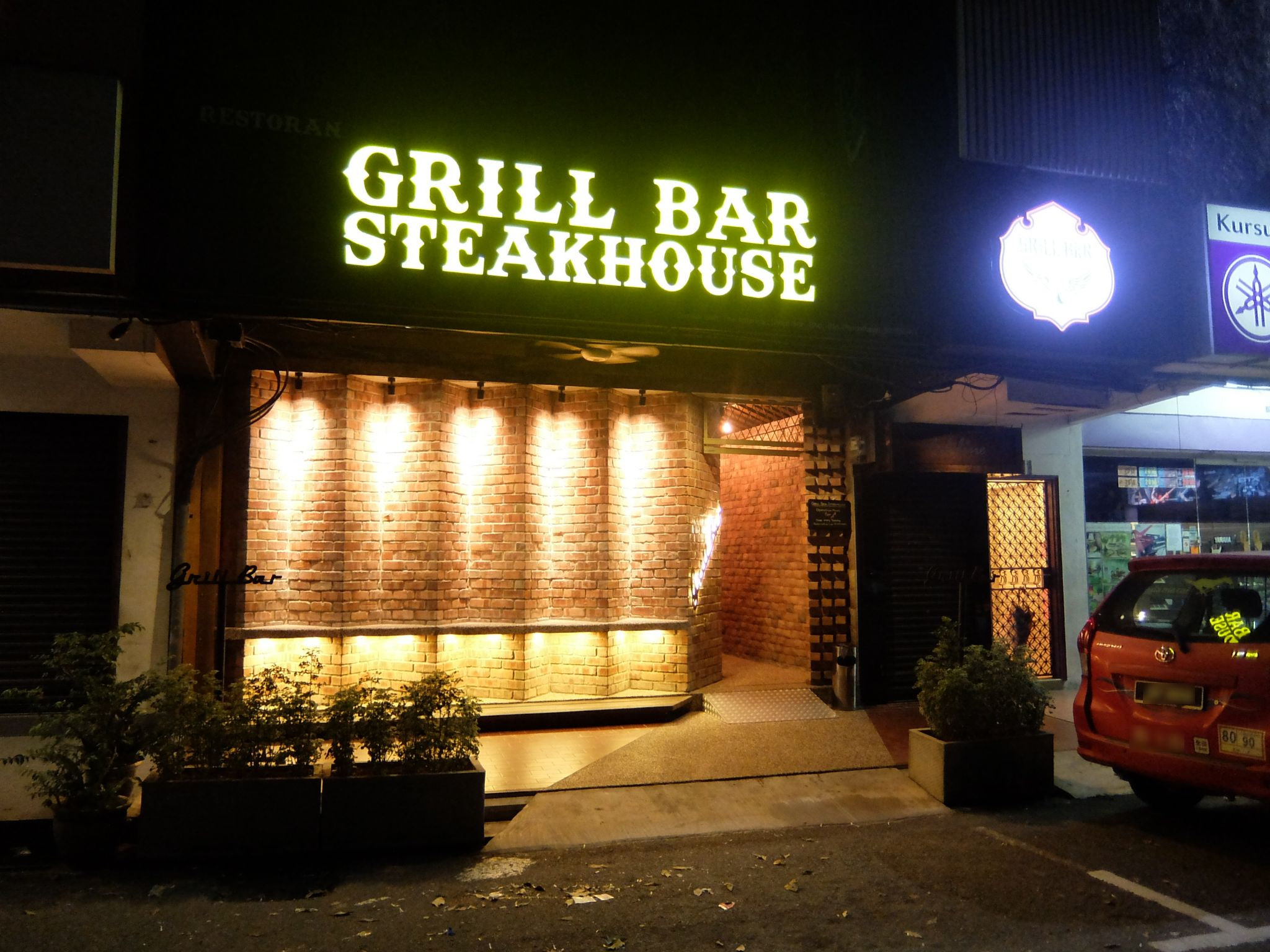
Steakhouse

En Estados Unidos se suele denominar steakhouse, steak house o chophouse a los restaurantes especializados en servir filetes de carne de vacuno (beefsteaks). La palabra steakhouse es inglesa y deriva de steak («filete») y house («casa», aquí en el sentido de «restaurante»). En España e Hispanoamérica este tipo de restaurante equivaldría a un asador, asadero, asados, churrasquería o parrillada, aunque desde hace ya algunos años los países hispanos utilizan también la palabra «grill».

## Descripción
Los steakhouses se consideran fieles representantes de la cocina estadounidense y suelen ir desde el típico establecimiento de carretera hasta los selectos restaurantes de Nueva York con sus cámaras refrigeradas de beef aging (proceso de maduración en seco de carne de vacuno). Según la categoría del local, la zona o estado dónde se encuentre, pueden llegar a ampliar su carta con otras carnes y modos de presentación: carne de caza, cordero, cerdo, pollo, hamburguesas y barbacoa. También pueden incluir mariscos y pasta. Los establecimientos más populares suelen estar situados en carreteras y cruces de caminos. Se caracterizan por recibir al visitante con un intenso olor a carne asada. Las mesas y sillas habitualmente son de madera y la decoración remite a la tradición rural norteamericana. Otros steakhouses más selectos, aparecen emplazados en el centro de las grandes urbes.
Pero, independientemente de su categoría, todo steakhouse se precia de ofrecer una selección de carnes de primera calidad, con buenos cortes (modo de seccionar la carne) y una preparación cuidada en la cocina.

## El universo de lossteakhouses
Los steakhouses a menudo buscan distinguirse por un tipo de corte o un método de cocción determinado, que exhiben a modo de sello personal. Alguno de los cortes más populares en Estados Unidos son el New York strip, el porterhouse, el sirloin y el tenderloin o filet mignon. El chef puede llegar a emplear diversos modos de asar la carne para mejorar el sabor de la carne. Alguno de estos métodos son el empleo de carbón vegetal o el sellado por calor en la capa externa del filete para que retenga los jugos en el interior.
En estos restaurantes pueden encontrarse algunas de las mejores carnes del mundo.  Muchos de los establecimientos de alto nivel solo sirven filetes provenientes de un determinado origen. Chefs y comensales conocen que carnes certificadas con la etiqueta de Angus suponen una garantía en cuanto a carne jugosa y exquisita. En los Estados Unidos, la carne pasa por unos procesos de inspección y selección antes de ser certificada por su calidad, incluyendo la presencia y distribución del contenido graso (marmoleado) que determina su textura y suavidad.

## Steakhousesnotorios
- Outback Steakhouse
- Peter Luger Steak House
- Sizzler
- Keens Steakhouse